# زي القتال

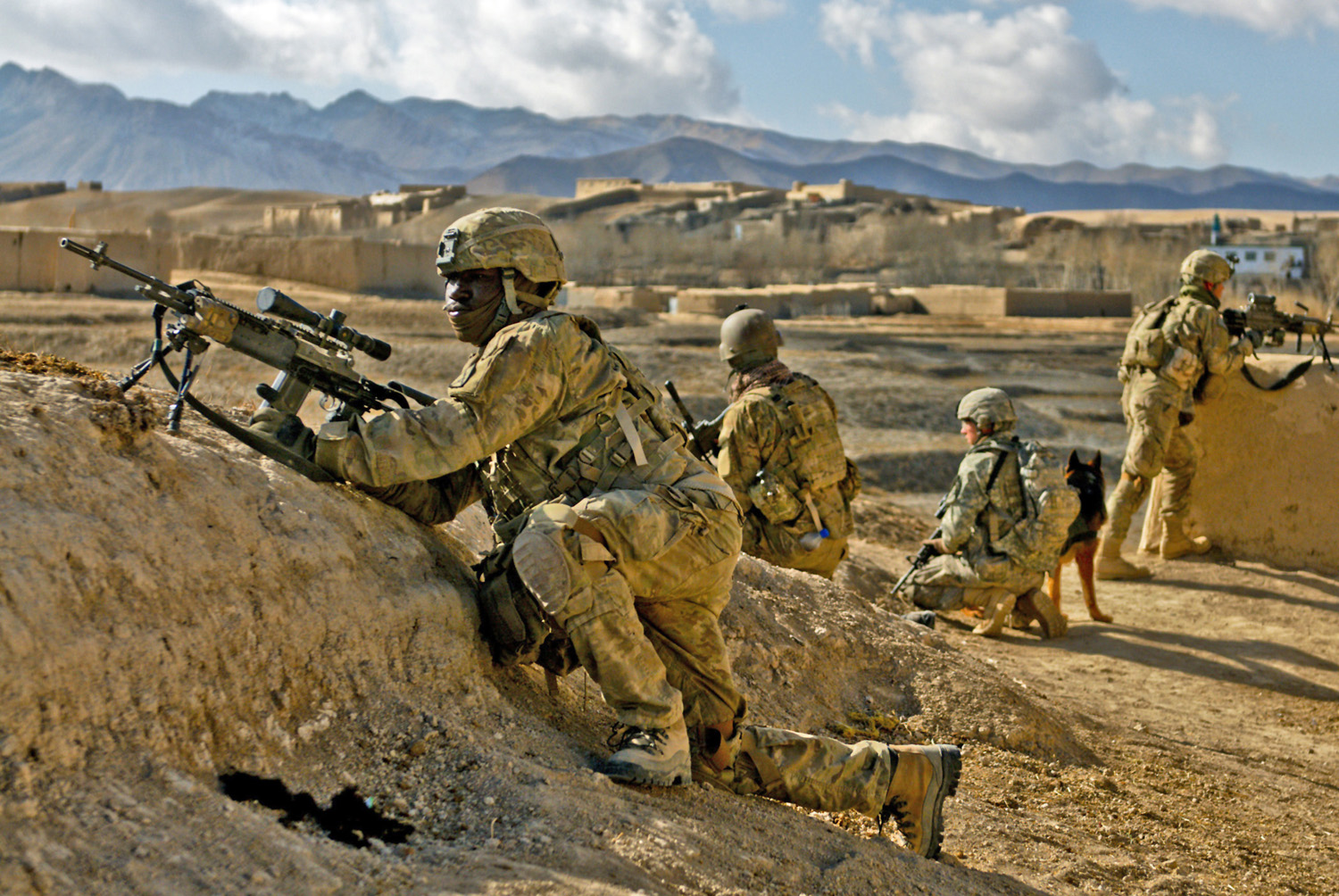
مجموعة من جنود الجيش الأمريكي من الفرقة الجبلية العاشرة يرتدون الزي العسكري القتالي في يناير 2011

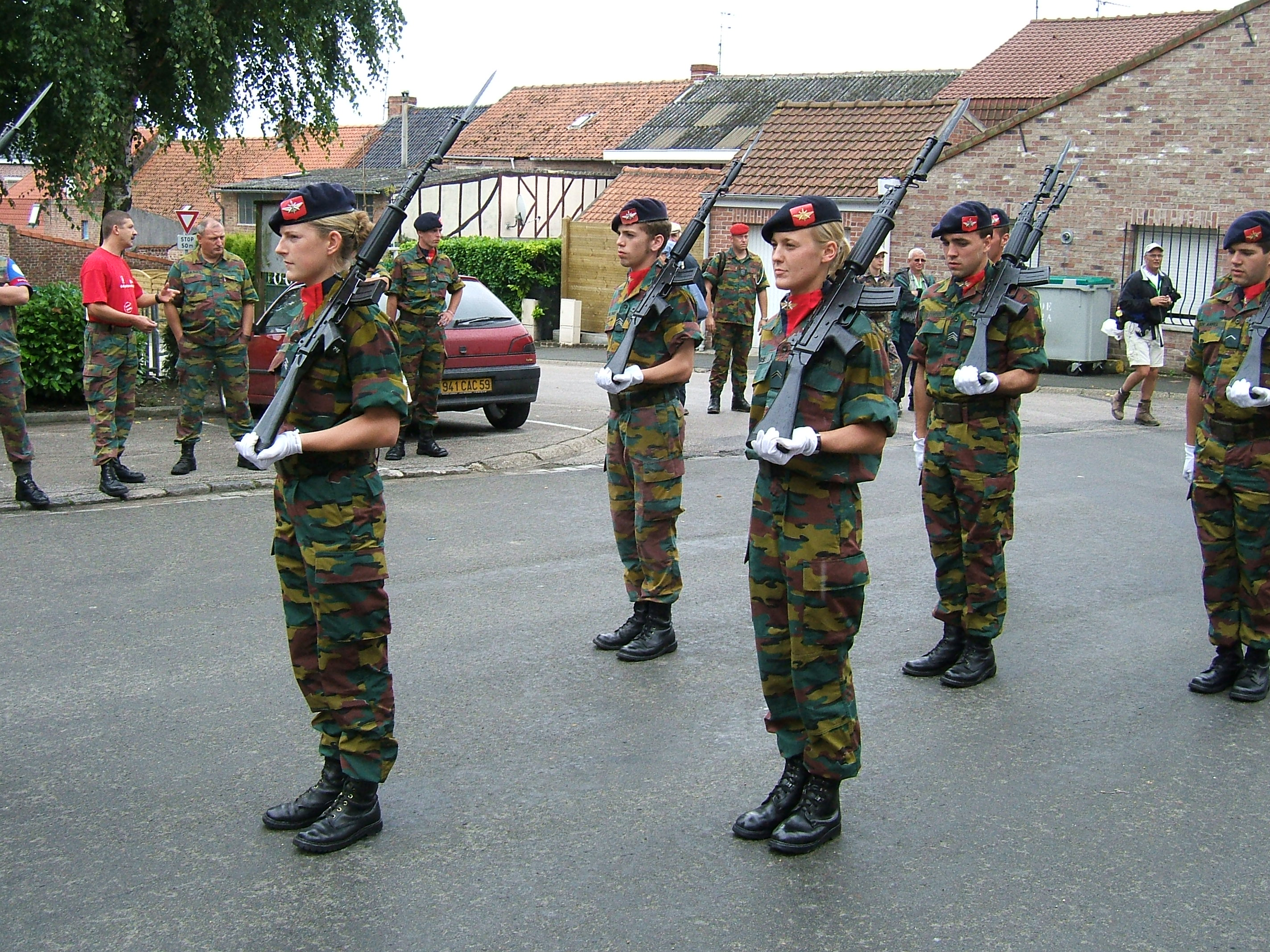
جنود بلجيكيون بزي القتال

الزي القتالي أو الزي الميداني (بالإنجليزية: Combat uniform)‏ (بالفرنسية: Treillis)‏، هو لباس دارج من الزي الموحد يستخدمه الجيش والشرطة ورجال الإطفاء وعدد من القوات النظامية في العمل الميداني اليومي وأغراض الخدمة القتالية، على عكس الزي الرسمي الذي يُستعمل في الوظائف والاستعراضات.
يتكون الزيّ بشكل عام من سترة وبنطال وقميص أو تي شيرت.

## تاريخ
كان جيش الهند البريطاني في منتصف القرن التاسع عشر أول من استخدم زيًا قطنيًا للمعركة؛ تم ارتداؤه لأول مرة من قبل فيلق المرشدين في عام 1848 حيث كان لون الزي البني الفاتح يطلق عليه الخاكي من قبل القوات الهندية. كان أول قماش تمويه عسكري معاصر مصمم خصيصًا لهذا الغرض وتم إصداره على نطاق واسع مخصصًا للملاجئ نصف سطحية من قبل الجيش الإيطالي بعد الحرب العالمية الأولى. كانت ألمانيا أول من استخدم نسيج الملجأ هذا للزي الرسمي لسلاح المظلات، ومع نهاية الحرب، تم استخدام كل من النسيج الألماني والإيطالي القديم على نطاق واسع لزي التمويه. طورت معظم الدول زيًا مموهًا خلال الحرب العالمية الثانية، كانت مُخصّصة في البداية فقط إلى وحدات "النخبة"، ثم تدريجياً شملت جميع القوات المسلحة.